# 應昌城
43°15′17″N 116°27′42″E / 43.25472°N 116.46167°E
應昌城又名鲁王城，故址在今内蒙古自治区赤峰市克什克腾旗西北达里诺尔西南的达日罕乌拉苏木。

## 歷史
1214年，元太祖成吉思汗在进攻金朝时驻在迭蔑可儿（今达里诺尔北面锡林浩特市以东的失儿古鲁河一带），下令将这一带分赐给弘吉剌部（也作弘吉列、翁吉剌、雍吉烈等）特薛禅的后代按陈、册、火忽、唆鲁火都四人。这是因为弘吉剌部原来的地盘（在今呼伦贝尔地区的根河、得尔布尔、额尔古纳河流域）已被成吉思汗分封给其弟拙赤哈撒儿，而成吉思汗少年时代就和特薛禅之女孛兒帖定了亲，在1206年蒙古帝国建立后，孛兒帖成为成吉思汗的光献翼圣皇后。弘吉剌部战斗力很强，和亦乞列思部、兀鲁兀惕部、忙冗惕部等构成了灭金的主要力量。
1237年，元太宗窝阔台正式颁旨：「弘吉剌氏生女，世以为后；生男，世尚公主。」确立了弘吉剌部和成吉思汗的黄金家族的的世婚关系，享有很多特权。
元世祖至元七年（1270年），弘吉剌部请求在其封地内建筑城郭，经元世祖忽必烈同意，当年动工兴建，建成后定名为应昌府。由于弘吉剌部自建立应昌城后，至少有4位首领都封为鲁王，因此应昌城别名鲁王城。至元二十二年（1285年），应昌府升为应昌路。
元惠宗至正二十八年闰七月二十八日（1368年9月10日），明朝军队逼近元朝都城大都，元惠宗率后妃、臣僚等北走，前往上都。至正二十八年八月二日（1368年9月14日），明军将领徐达攻克大都。
至正二十八年八月四日（1368年9月16日），元惠宗到达上都。至正二十九年六月十三日（1369年7月16日），明军逼近上都，元惠宗离开上都，当天到达應昌城，至正二十九年六月十七日（1369年7月20日），明军将领常遇春攻克上都。
至正三十年四月二十八日（1370年5月23日），元惠宗因痢疾去世于应昌，皇太子愛猷識理答臘在应昌繼承皇位，是为元昭宗，並次年改元宣光。至正三十年五月十六日（1370年6月10日），明军将领李文忠攻克应昌，元昭宗逃往和林，身边仅有一小股随从陪同，他的众多妃子以及儿子买的里八剌被明军俘虏，还有五万余元军投降明军。
明军攻克应昌后，此城被废弃。
应昌城址南北长约六百五十米，东西宽约六百米，城墙、建筑物轮廓现在还清晰可见。2001年，以应昌路故城遗址的名称列入第五批全国重点文物保护单位。